# Jacob van Artevelde

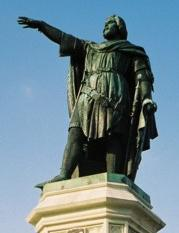
Estatua de Jacob van Artevelde en la Vrijdagsmarkt de Gante.

Jacob van Artevelde escucharⓘ (Gante, c. 1290 - Gante, 24 de julio de 1345), también conocido como el cervecero de Gante, fue un estadista y líder político flamenco.
Artevelde nació en Gante en el seno de una rica familia de comerciantes. Contrajo matrimonio en dos ocasiones y amasó una fortuna en la industria textil. Alcanzó una posición importante en los primeras compases de la Guerra de los Cien Años. Temeroso de que las hostilidades entre Francia e Inglaterra perjudicaran la prosperidad de Gante, entró en la vida política en 1337. Propuso una alianza con Brujas, Ypres y otras ciudades flamencas para mostrar su neutralidad. Artevelde tomó el control de la insurrección contra el conde de Flandes que se había aliado con el rey francés, y le obligó a huir a Francia. Sirvió como capitán general de Gante desde aquel momento hasta su muerte.
Las relaciones entre Flandes e Inglaterra habían sido tradicionalmente buenas debido al comercio textil y de la lana. La neutralidad fue finalmente rota, y las ciudades se pusieron del lado inglés en 1340. Ese año, Artevelde convenció a la federación a reconocer al rey Eduardo III de Inglaterra como soberano de Francia y señor de Flandes.
El comercio y la industria flamenca florecieron bajo el gobierno semidictatorial de Artevelde. Sin embargo, en 1345 circularon rumores de que planeaba reconocer al hijo de Eduardo III, el Príncipe Negro, como conde de Flandes. Esto, unido a sospechas de malversación y la excomunión del Papa provocó un levantamiento en Gante y Artevelde fue muerto en la calle por partidarios de Luis Conde de Flandes que un año más tarde asesinarían a Simón de Mirabello (que tomaría el nombre Van Halen) dando lugar a una relevante saga familiar con este apellido) al que van Artevelde había nombrado Gobernador de Flandes. Más tarde, su hijo  Philippe van Artevelde fue el líder de la causa flamenca.